# کاکتوس‌های پردنده
کاکتوس‌های پردنده یا ارویا (نام علمی: Oroya) نام یک سرده از تبار مودارتباران است.